# West Bend (condado de Washington, Wisconsin)
West Bend es un pueblo ubicado en el condado de Washington en el estado estadounidense de Wisconsin. En el Censo de 2010 tenía una población de 4774 habitantes y una densidad poblacional de 108,77 personas por km².

## Geografía
West Bend se encuentra ubicado en las coordenadas 43°23′28″N 88°13′59″O / 43.39111, -88.23306. Según la Oficina del Censo de los Estados Unidos, West Bend tiene una superficie total de 43.89 km², de la cual 38.57 km² corresponden a tierra firme y (12.11%) 5.32 km² es agua.

## Demografía
Según el censo de 2010, había 4774 personas residiendo en West Bend. La densidad de población era de 108,77 hab./km². De los 4774 habitantes, West Bend estaba compuesto por el 98.22% blancos, el 0.15% eran afroamericanos, el 0% eran amerindios, el 0.5% eran asiáticos, el 0.02% eran isleños del Pacífico, el 0.34% eran de otras razas y el 0.78% pertenecían a dos o más razas. Del total de la población el 1.03% eran hispanos o latinos de cualquier raza.